# ورجنس
ورجنس (نام علمی: vergence) یا گرایش‌یابی به حرکتی گفته می‌شود که در آن دو چشم برای تمرکز روی یک شیء، به سمت داخل یا بیرون می‌چرخند؛ مثلاً وقتی به یک شیء نزدیک نگاه می‌کنیم، چشم‌ها به‌سمت هم متمایل می‌شوند تا تصویر آن را واضح ببینیم.
به عبارتی، گرایش‌یابی، حرکت هم‌زمان دو چشم انسان در جهت مخالف برای به دست آوردن یا حفظ دید دوچشمی می‌باشد.
هنگامی که موجودی با دید دوچشمی به اشیا نگاه می‌کند، چشم‌ها باید اطراف یک محور عمودی بچرخند به‌طوری‌که تصویر شیء در مرکز شبکیه هر دو چشم باشد هنگام نگاه به یک شیء نزدیک، چرخش چشم‌ها به سمت یکدیگر و داخل می‌باشد، و به هم نزدیک‌تر می‌شوند. در حالی که برای دیدن یک شیء دورتر چشم‌ها به سمت بیرون می‌چرخند و از هم دورتر می‌شوند.
تحت شرایط عادی تغییر تمرکز چشم در نگاه به یک شیء در فاصله‌های مختلف جهت حفظ دید واضح دوچشمی به‌طور خودکار باعث ورجنس و تطابق می‌شود که به عنوان اکومودیشن کانورجنس رفلکس شناخته می‌شود.

## انواع
انواع گرایش‌یابی:
- تونیک ورجنس: با توجه به حالت عادی تونوس ماهیچه‌ای خارج چشمی بدون تطابق و محرک جهت دید دوچشمی تونیک ورجنس در نظر گرفته شده است که حرکت چشم از موقعیت تشریحی به موقعیت فیزیولوژیکی آن می‌باشد.[۲]
- ورجنس تطابقی
- Fusional ورجنس (همچنین: اختلاف ورجنسبا اختلاف محور ورجنسیا انعکاس ورجنس): ورجنس ناشی از یک محرک برای دید دوچشمی fusion.
- پروگزیمال ورجنس: ورجنس با توجه به آگاهی فرد از جسم که در حال نزدیک یا دور شدن است برای حفظ دید دوچشمی اتفاق می‌افتد. این همچنین شامل ورجنسی است که با توجه به یک موضوع به قصد تمرکز روی شی در تاریکی اتفاق می‌افتد.[۳]